# HIPS (software)
HIPS è l'acronimo di Host Based Intrusion Prevention System (Sistema di prevenzione delle intrusioni basata sull'Host), e la sua funzione è quella di analizzare il comportamento dei programmi eseguiti, permettendo all'utente di identificare un malware da un file benigno.
È quindi uno strumento di difesa per computer che non necessita di firme virali o di effettuare analisi euristiche come gli Antivirus, ma che richiede una buona conoscenza del computer. Molte altre aziende stanno implementando degli HIPS nei loro antivirus o firewall.
È tuttavia diverso dai behavioral blocker, quali Mamutu e Threatfire.

## Esempi di firewall che contengono un HIPS
- Comodo (HIPS)
- Online Armor (Protezione Programmi)
- Outpost
- PCTools
- ZoneAlarm Pro (OSFirewall)

## Esempi di antivirus che contengono HIPS, o funzioni simili
- Bitdefender (B-Have + AVC)
- Comodo Internet Security (HIPS)
- ESET Smart Security
- ESET NOD32
- Kaspersky (Difesa Proattiva)
- Panda Antivirus (TruPrevent)
- Sophos Antivirus (Difesa Proattiva)
- Spyware Terminator Anti-Spyware
- ZoneAlarm Antivirus (OSFirewall)

## HIPS puri ancora in vita
- DefenseWall
- EQSecure
- RealTime Defender (ex ProSecurity)